# Schlacht bei Dirschau (1627)

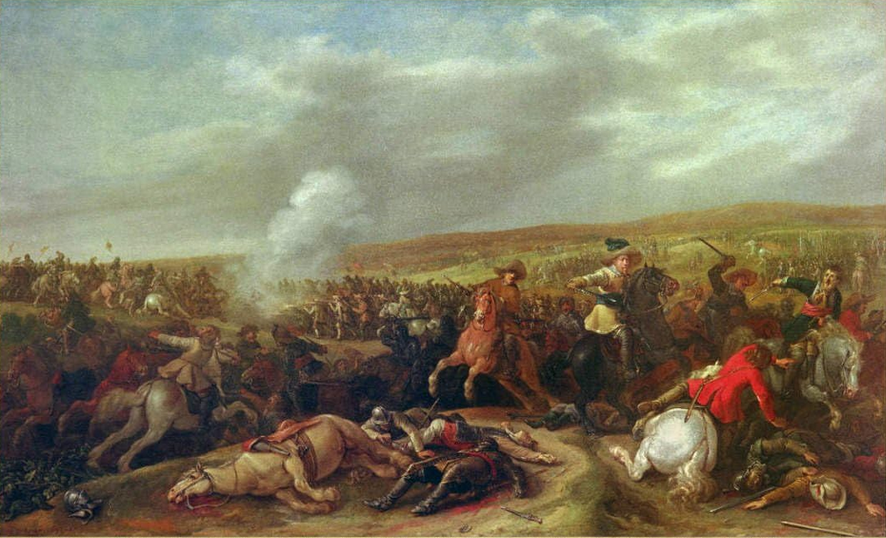
König Gustav II. Adolf in der Schlacht bei Dirschau; Gemälde von Jan Maertszen de Jonghe (1634)

Die Schlacht bei Dirschau war eine militärische Auseinandersetzung während des Polnisch-Schwedischen Krieges (1600–1629), die am 17./18. August 1627 bei Dirschau (polnisch Tczew) im heutigen Polen stattfand.

## Vorgeschichte
Während des Sommers 1626 war König Gustav II. Adolf in den königlich-polnischen Teil Preußens eingefallen, hatte zahlreiche Stützpunkte entlang der Weichsel besetzt und war anschließend gegen die freie Stadt Danzig vorgegangen, ohne sie jedoch einnehmen zu können. Im Herbst hatte er den Gegenangriff des polnischen Königs Sigismund III. in der Schlacht bei Mewe abgewehrt und war dann für den Winter nach Schweden zurückgekehrt.
Im November 1626 war Hetman Stanisław Koniecpolski aus der Ukraine eingetroffen um den Oberbefehl über die polnischen Truppen zu übernehmen. Er hatte über den Winter den verstreuten schwedischen Garnisonen zugesetzt und im Juli 1627 Mewe erobert. Gustav Adolf landete inzwischen neue Verstärkungen an und rückte Koniecpolski mit einer zahlenmäßig überlegenen Streitmacht entgegen und positionierte sich in Dirschau. Dieser Weichselübergang bildete seit dem Vorjahr seine zentrale Stellung und Hauptquartier.

## Verlauf

Von Gustav Adolf in der Schlacht getragene Kleider (Livrustkammaren in Stockholm)

Die polnischen Truppen umfassten 7.800 Mann, davon 2.500 Husaren, 2.000 Kosaken, 3.000 Mann Fußvolk und 300 Kanoniere. Die Schweden verfügten über 10.100 Mann, von denen 6.000 Mann Infanterie und 4.000 Mann Kavallerie waren. Zwar galten die polnischen Husaren als überlegene Kavallerie, aber die schwedischen Regimenter hatten inzwischen neue Musketen erhalten, die effektiver waren als die älteren Arkebusen. Zudem nutzten die Schweden Feldbefestigungen, wann immer sie irgendwo vorrückten, um sich gegen die polnische Kavallerie zu schützen.
Am 17. August näherten sich die polnischen Truppen Dirschau von Norden her. Am Morgen und im Verlauf des Vormittags zu einigen Gefechten mit der schwedischen Kavallerie, die sich schließlich hinter die Verschanzungen ihrer Infanterie zurückzog. Koniecpolski dachte angesichts seiner numerischen Unterlegenheit nicht daran die Fehler aus der Schlacht bei Mewe zu wiederholen, wo polnische Kavallerie sich hatte verleiten lassen die starke schwedische Infanterie-Stellung frontal anzugreifen. Er versuchte die Schweden seinerseits zum Verlassen ihrer Erdwerke zu verleiten. Als dies nach einigen Stunden erfolglos blieb, zogen sich die Polen über einen Damm, der durch die beiderseits liegenden Sümpfe führte, in ihr Lager zurück. In diesem Moment führte Gustav Adolf die schwedische Reiterei zu einem Angriff auf den abziehenden Gegner. Die Kolonnen der überraschten Polen wurden in die Sümpfe abgedrängt. Erst eine Salve der polnischen Fußtruppen und ein Gegenangriff einiger polnischer Reiterregimenter unter Marcin Kazanowski in die Flanke der Schweden, stabilisierte die Lage wieder. Koniecpolski selbst war in den Strudel der Konfusion geraten, hatte sein Pferd verloren (das als Kriegsbeute ins schwedische Lager geführt wurde) und hatte nur knapp einer Gefangennahme entgehen können.
Am folgenden Tag wollte Gustav Adolf seinen Erfolg ausbauen und die polnische Armee zerschlagen. Den ganzen Vormittag über bombardierte die überlegene schwedische Artillerie die polnischen Stellungen und drängte die Polen so immer weiter zurück. Als Gustav Adolf die Stellungen seiner Musketiere inspizierte, wurde er von einer Musketenkugel am Hals, nahe der rechten Schulter, getroffen. Bevor er nach Dirschau gebracht wurde, wies er General Johan Banér an, den Angriff fortzuführen. Aber kurz darauf wurde auch Banér verwundet und der ihm im Kommando nachfolgende General Hermann von Wrangel ließ den weiteren Angriff abbrechen.

## Folgen
Es war für die Polen klar geworden, dass offene Feldschlachten nicht zum Erfolg der polnischen Sache führen konnten und deshalb zukünftig vermieden werden sollten. Koniecpolskis verfolgte im Folgejahr erfolgreich eine Abnutzungsstrategie. Die Schweden rühmten sich nach dem Gefecht, dass ihre Kavallerie der polnischen Reiterei nun ebenbürtig sei, was jedoch die besonderen Umstände außer Acht ließ.
Die Verwundung Gustav Adolfs selbst hatte weitreichende Konsequenzen. Die Operationen kamen danach für den Rest des Jahres quasi zum Erliegen. Der König glaubte, dass die Wunde tödlich sei und traf Anstalten für seine Nachfolge. Erst nach einer Woche besserte sich sein Zustand. Dennoch ließ er seine vom Feldzug mehrfach von Kugeln durchlöcherten Kleider nach Stockholm schicken, um sie dort aufzubewahren. Da die Kugel mit den damaligen Mitteln nicht entfernt werden konnte, blieb sie im Körper des Königs und verursachte fortan Schmerzen. Außerdem blieben zwei Finger seiner rechten Hand gelähmt.